# Космически забивки: Нови легенди
„Космически забивки: Нови легенди“ (на английски: Space Jam: A New Legacy) е американска игрална анимация от 2021 г. на режисьора Малкълм Д. Лий и е самостоятелно продължение на „Космически забивки“ от 1996 г. Продуциран е от „Уорнър Анимейшън Груп“ и е разпространен от „Уорнър Брос Пикчърс“. Във филма участват Леброн Джеймс, Дон Чийдъл, Седрик Джо, Крис Дейвис и Сонийкуа Мартин-Грийн, а озвучаващия състав се състои от Джеф Бъргман, Ерик Бауза и Зендая. Премиерата на филма е в Лос Анджелис на 12 юли 2021 г. и излиза в Съединените щати на 16 юли 2021 г.

## Актьорски състав
- Леброн Джеймс – Себе си
  - Стивън Канколе – младия Леброн (на 13 години)
- Дон Чийдъл – Ал-Джи Ритъм[8][9][10]
- Седрик Джо – Дон Джеймс, най-малкия син на Леброн
(измислена версия на Брайс Джеймс)[11]
- Соникуа Мартин-Грийн – Камая Джеймс, съпруга на Леброн
(измислена версия на Савана Джеймс)[11][12]
- Крис Дейвис – Малик, приятел от детството на Леброн
  - Джалин Хол – младия Малик (на 13 години)
- Сеяр Райт – Дариус Джеймс, по-големия син на Леброн
(измислена версия на ЛеБрон „Брони“ Джеймс младши)[11][13]
- Харпър Лий Александър – Зоша Джеймс, дъщеря на Леброн
(измислена версия на Жури Джеймс)[11]
- Ърни Джонсън и Лил Рел Хауъри – Коментатори на играта[14][15]
- Зоша Рокемор – Шанис Джеймс, майка на Леброн
(измислена версия на Глория Мари Джеймс)
- Уд Харис – Треньорът от детството на Леброн
- Сара Силвърман и Стивън Ян – служители на Уорнър Брос (камео роли)
- Джералд Джонсън – пазач на Уорнър Брос

### Озвучаващи артисти
- Джеф Бъргман – Бъгс Бъни, Силвестър, Йосемити Сам, Фред Флинтстоун и Мечето Йоги[16][17][18]
- Ерик Бауза – Дафи Дък, Порки Пиг, Фогхорн Легхорн, Елмър Фъд и Марвин Марсианеца[17][19][20]
- Зендая[e] – Лола Бъни[23][24][25]
- Боб Бъргън – Туити[26]
- Кенди Майло – Баба[27]
- Габриел Иглесиас – Спийди Гонзалес[28][29]
- Фред Таташор – Таз (повечето записи)[30]
- Джим Къмингс – Таз (някои записи, не е посочен в надписите)[31]
- Пол Джулиън (архивни записи) – Бързоходеца (не е посочен в надписите)[32]
- Антъни Дейвис – Челото[33][34]
- Деймиън Лилард – Хронос[33][34]
- Клей Томпсън – Мокрият огън[33][34][35]
- Ннека Огумике – Арашенка[33][34]
- Даяна Таураси – Бялата мамба[33][34][35]
- Росарио Доусън – Жената чудо
- Джъстин Ройланд – Рик Санчез и Морти Смит

## Продукция

### Снимачен процес
Снимките започват на 25 юни 2019 г. и приключват на 14 септември 2019 г.